# Escharoides megarostris
Escharoides megarostris är en mossdjursart som först beskrevs av Ferdinand Canu och Ray Smith Bassler 1928.  Escharoides megarostris ingår i släktet Escharoides och familjen Exochellidae. Inga underarter finns listade i Catalogue of Life.